# Bertrana benuta
Bertrana benuta là một loài nhện trong họ Araneidae.
Loài này thuộc chi Bertrana. Bertrana benuta được Herbert Walter Levi miêu tả năm 1994.